# 12620 Simaqian
12620 Simaqian este un asteroid din centura principală, descoperit pe 24 septembrie 1960, de Cornelis van Houten și Ingrid van Houten și Tom Gehrels.